# Pilimyia lasiophthalma
Pilimyia lasiophthalma là một loài ruồi trong họ Tachinidae.